# 城陵矶港

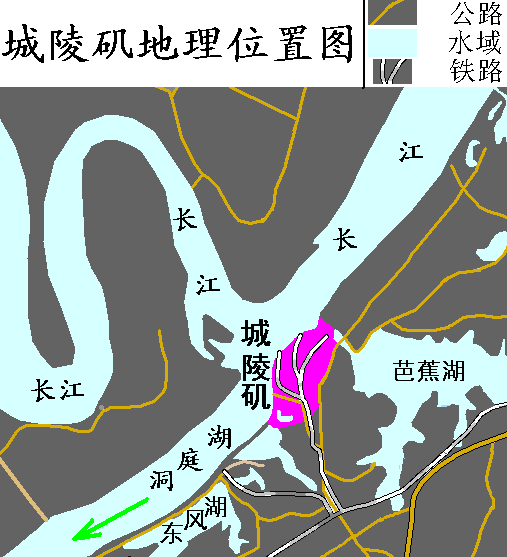
城陵矶位置图

城陵矶港是中國长江中游南岸的一個港口，位於湖南省岳阳市城区东北，处于洞庭湖水流入长江的出水口。
城陵矶港为长江沿岸三矶之一（另燕子矶和石矶），是湖南省唯一对外港口，也是长江沿岸主要港口和湖南省主要水上交通枢纽。1996年10月8日，经国务院批准对外籍船舶开放。1997年5月31日，外轮首航。港区现有大小码头泊位12个，其中2个5000吨级和2个3000吨级码头，可以经营进出境转关货物及外轮、国内远洋轮直接进出境的货物。
城陵矶港地理位置上，往南逆湘江距湖南省会长沙168公里，往北顺流长江距离武汉232公里，经长江主航道可以直达重庆和上海。港区有铁路与京广铁路岳阳北站相连接，公路与107国道相连，是水陆中转和水运中转中心，被誉为湖南省北大门。

## 发展历史
- 1980年，由国务院宣布为对外开放贸易港口。
- 1996年，确定为国家一类开放口岸。
- 1998年，下归地方，由岳阳市交通管理局管理。
- 2002年，并入湖南泰格林纸集团。
- 2004年，由交通部列入全国内河28个主要枢纽港。
- 2010年，随湖南泰格林纸集团并入中国纸业投资总公司。